# 盐湖杆菌属
盐湖杆菌属（学名：Salilacibacter）是糖霉菌科下的一个属。

## 下属物种
本属包括以下物种：
- 白色盐湖杆菌 Salilacibacter albus Li et al., 2016[2]